# Kim Po-rum
Kim Po-rum (korejsky 김보름, anglický přepis: Kim Bo-reum; * 6. února 1993 Tegu) je jihokorejská rychlobruslařka.
V roce 2010 nastoupila do Světového poháru juniorů. Z juniorského světového šampionátu 2011 si přivezla dvě medaile, o rok později vybojovala čtyři cenné kovy. V seniorském Světovém poháru závodí od podzimu 2011, přičemž v sezónách 2012/2013 a 2016/2017 vyhrála celkovou klasifikaci závodů s hromadným startem. Zúčastnila se Zimních olympijských her 2014 (1500 m – 21. místo, 3000 m – 13. místo, stíhací závod družstev – 8. místo). Na MS 2013 získala s korejským týmem bronzovou medaili ve stíhacím závodě družstev. Na světovém šampionátu 2016 si v závodě s hromadným startem dobruslila pro stříbro a o rok později v této disciplíně zvítězila. Na Zimních olympijských hrách 2018 se v závodě na 3000 m umístila na 18. místě, ve stíhacím závodě družstev byla osmá a v závodě s hromadným startem vybojovala stříbrnou medaili. V sezóně 2018/2019 zvítězila v celkovém hodnocení Světového poháru v závodech s hromadným startem. Na premiérovém Mistrovství čtyř kontinentů 2020 získala v závodě s hromadným startem stříbro, stejně jako na následném světovém šampionátu 2020. Startovala na ZOH 2022 (hromadný start – 5. místo).